# Idiocerus pruni
Idiocerus pruni är en insektsart som beskrevs av Ribaut 1952. Idiocerus pruni ingår i släktet Idiocerus och familjen dvärgstritar. Inga underarter finns listade i Catalogue of Life.